# Orden des Infanten Dom Henrique

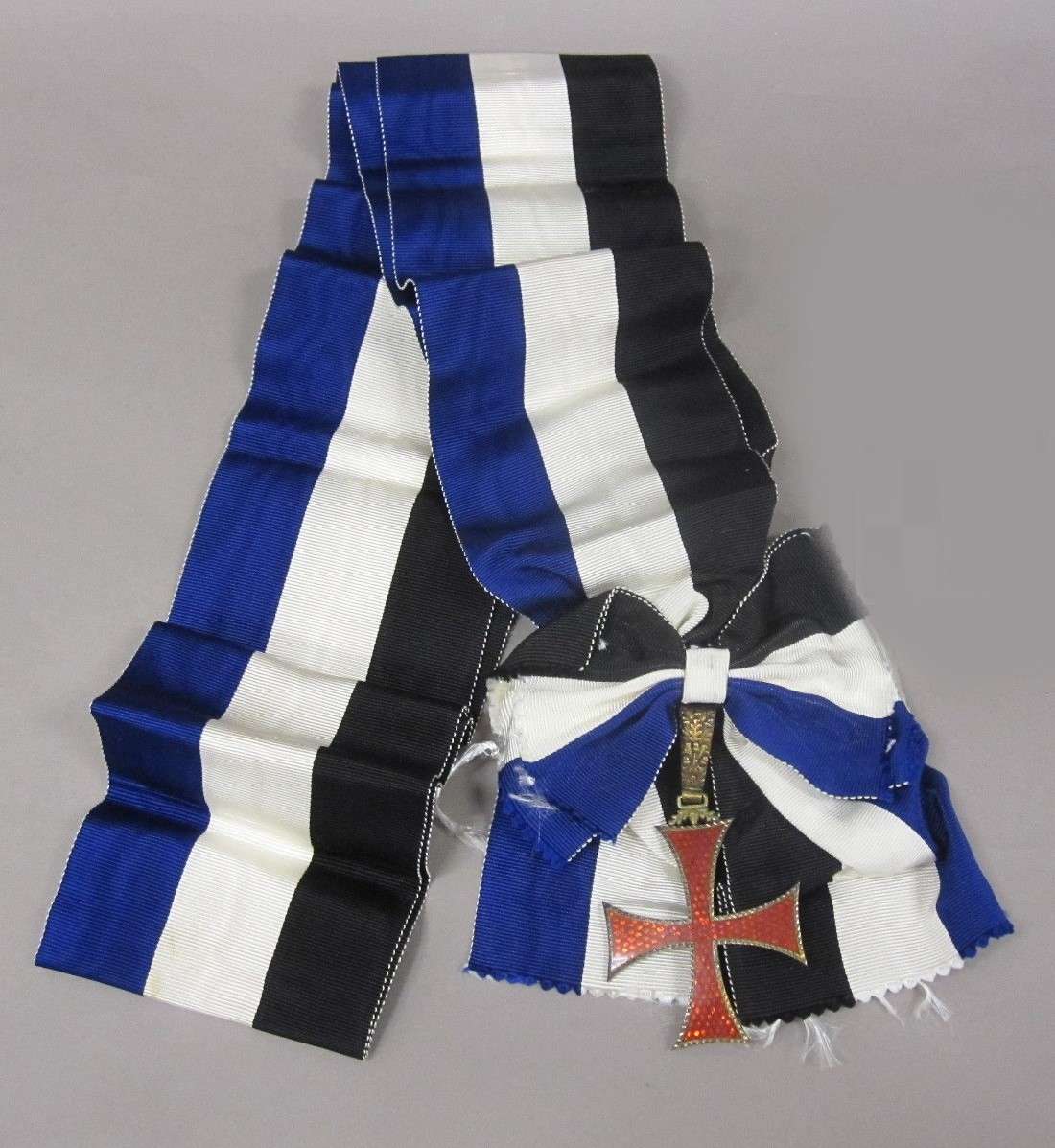
Großkreuz

Der Orden des Infanten Dom Henrique wurde am 2. Juni 1960 aus Anlass des 500. Todesjahres Heinrichs des Seefahrers durch den portugiesischen Staatspräsidenten Américo Tomás als Zivilverdienstorden gestiftet und wird an In- und Ausländer sowie an Institutionen verliehen für besondere Verdienste um Kultur, Wissenschaft, Geschichte und Werte Portugals.

## Ordensklassen
Der Orden besteht aus fünf Klassen:
- Großkreuz (Grã-Cruz)
- Großoffizier (Grande-Oficial)
- Komtur (Comendador)
- Offizier (Oficial)
- Ritter (Cavaleiro)

Als Sonderausführung kann das Großkreuz mit Collane ausschließlich an Staatsoberhäupter zur Verleihung kommen. Bis 2011 gab es auch als Eingangsstufe Gold- und Silbermedaillen.

## Ordensdekoration
Das Ordenszeichen ist ein Silber vergoldetes, rot emailliertes Templerkreuz.  Auf der Rückseite ist es glatt und ohne Emaille.

## Trageweise
Das Großkreuz wird an einer Schärpe von der rechten Schulter zur linken Hüfte sowie mit einem neunstrahligen, vergoldeten Bruststern getragen. Großoffiziere und Kommandeure tragen die Auszeichnung als Halsorden, Großoffiziere zusätzlich mit einem versilberten Bruststern. Offizier und Ritter dekorieren den Orden am Band auf der linken Brustseite. Auf dem Band der Offiziere ist zusätzlich eine Rosette angebracht.
Das Band ist blau-weiß-schwarz gestreift.

## Ordensträger
- Liste der Träger des Ordens des Infanten Dom Henrique (Collane)
- Liste der Träger des Ordens des Infanten Dom Henrique (Großkreuz)
- Liste der Träger des Ordens des Infanten Dom Henrique (Großoffizier)